# Adalbert Grzelak
Adalbert Grzelak (* 3. Januar 1956) ist ein ehemaliger deutscher Fußballspieler. Für Rot-Weiß Lüdenscheid, Fortuna Köln und den SC Freiburg spielte der Abwehrspieler in der 2. Bundesliga. Insgesamt hat er in 185 Zweitligaspielen fünf Tore erzielt.

## Sportlicher Werdegang
Grzelak spielte ab Mitte der 1970er Jahre für Rot-Weiß Lüdenscheid in der seinerzeit drittklassigen Verbandsliga Westfalen. 1976 verpasste er mit der Mannschaft in einem letztlich trotz 2:0-Führung mit einer 2:3-Niederlage verlorenen Entscheidungsspiel mit dem punktgleichen SV Holzwickede um den Staffelsieg die Aufstiegsrunde zur 2. Bundesliga. In der Spielzeit 1976/77 setzte er sich mit der Mannschaft als Staffelsieger gegen den Sieger der anderen Staffel, den SVA Gütersloh, durch und auch in der Aufstiegsrunde gab es nur bei der Niederlage bei Holstein Kiel einen Punktverlust. Dabei hat Grzelak nur bei den beiden Erfolgen gegen Union Salzgitter auf dem Feld gestanden. In der zweiten Liga war er unterdessen Stammspieler und bestritt in den folgenden drei Spielzeiten 104 Spiele in der Nordstaffel der 2. Bundesliga, dabei erzielte er drei Tore.
1980 wechselte Grzelak zum Ligakonkurrenten Fortuna Köln. Während er in 31 Spielen in der Spielzeit 1980/81 zur Qualifikation der Kölner Südstädter für die eingleisige 2. Bundesliga beitrug, war er unter Trainer Martin Luppen nicht dauerhaft Stammspieler. Zu Beginn der folgenden Spielzeit lief er noch sechs Mal für die Mannschaft auf, bei seinem letzten Ligaspiel für die Fortuna am 5. September 1981 erzielte er beim 2:0-Erfolg über Rot-Weiss Essen den Endstand. 
Anschließend wechselte Grzelak in den Breisgau. Im Oktober 1981 debütierte er als Einwechselspieler für Karl-Heinz Wöhrlin bei der 1:5-Heimniederlage gegen den TSV 1860 München für den SC Freiburg. Unter Trainer Lutz Hangartner war er in der Folgezeit weitgehend Stammspieler in der Defensive. Nachdem er am 5. Mai 1982 beim 4:0-Heimerfolg im Derby gegen den Freiburger FC sein einziges Tor für die Südbadener erzielt hatte, sah er im selben Spiel von Schiedsrichter Medardus Luca die Rote Karte. Nach einem Trainerwechsel im Sommer 1982 war er unter Hangartners Nachfolger Werner Olk zunächst nur Ersatzmann und kam an der Seite von Günther Wienhold, Joachim Löw, Frank Wormuth, Karl-Heinz „Charly“ Schulz und Reinhard Binder allenfalls als Einwechselspieler zum Zug. Im Saisonverlauf erspielte er sich zwar zeitweise einen Platz in der Startformation, verließ aber im Sommer 1983 dennoch den Sport-Club und damit den deutschen Profifußball. 